# 古爾里普希

教堂

古爾里普希是格魯吉亞或阿布哈茲的城鎮，为古尔里普希區的区府。位於該國中部的黑海沿岸，距離首府蘇呼米12公里，主要經濟活動是旅遊業，2007年人口8,014。